# Dóberman (novela)
Dóberman es la séptima novela del escritor argentino Gustavo Ferreyra.
La historia se desenvuelve en la ciudad de Buenos Aires, Argentina, durante la década menemista. Joaquín Riste es un chofer al servicio del número tres de la Cancillería. El funcionario recluta a Joaquín para oficiar de espía en Polonia mientras se prepara una invasión de los países del Este con el fin de derrocar el orden comunista que gobierna Cuba. 
En el segundo plano, Joaquín compensa sus fracasos y sus abismos, imaginando que pertenece a la raza perruna de los dóberman. Es un showman profesional, amo del escenario en teatros de fuste, pero sufre un colapso nervioso.
La novela se compone de cuatro partes, cada una de ellas con dos capítulos donde los primeros son extensos y se suceden inmediatamente; mientras que los segundos, en cambio, son mucho más breves pero también sucesivos y transcurren, casi en su totalidad, en dos hospitales.
Esta novela mereció el Premio Emecé 2010, por el voto unánime del jurado compuesto por Tununa Mercado, Fabián Casas 
y Martín Kohan.